# Lex Mahumet pseudoprophete

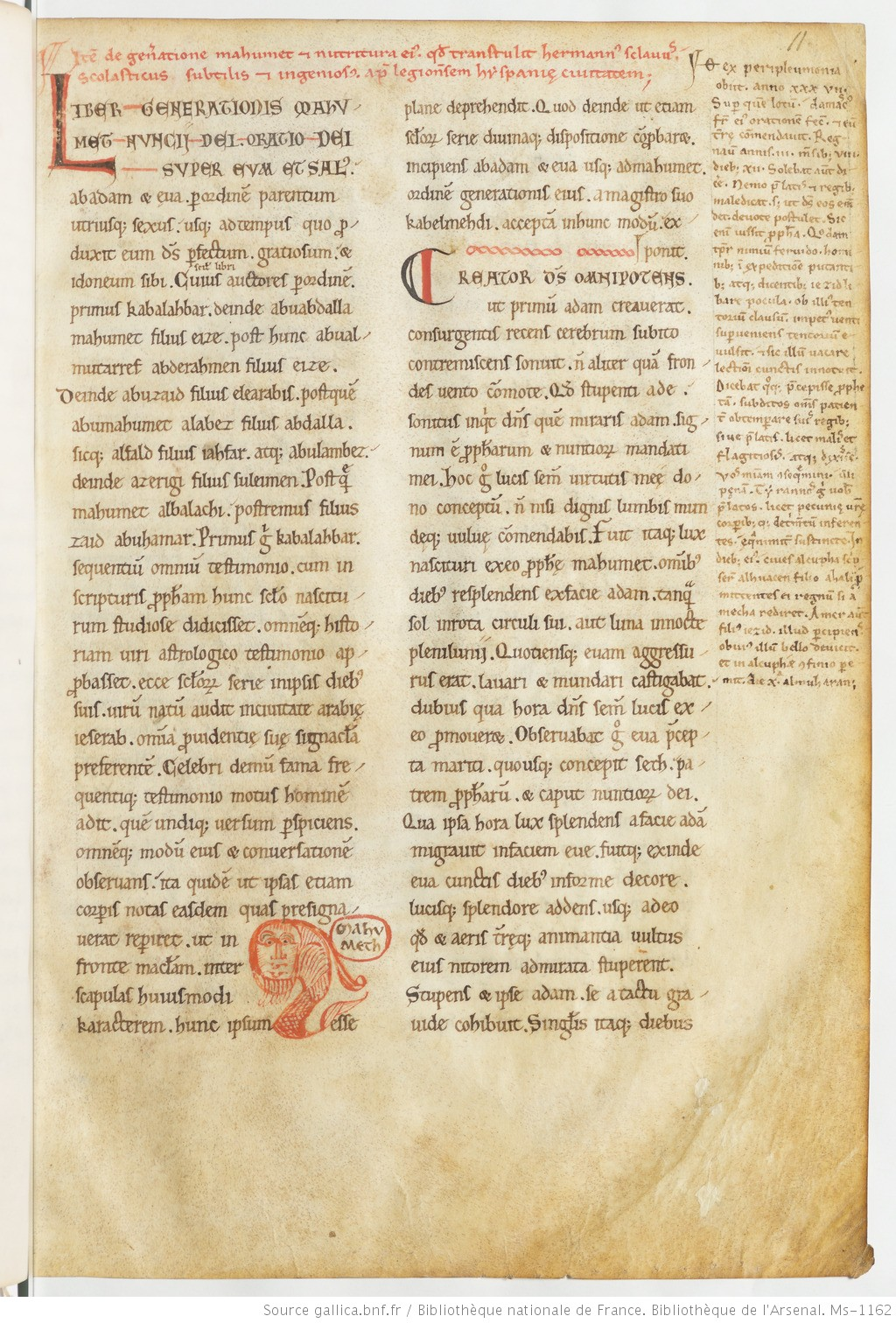
Manuscrit de la traduction du Coran réalisée pour Pierre le Vénérable, abbé de Cluny, celui-ci comprend une caricature de Mahomet représenté avec les traits d'un poisson.

La Lex Mahumet pseudoprophete (« Loi du pseudo-prophète Mahomet », en latin) est une traduction du Coran en latin, effectuée au XIIe siècle sur la commande de l'abbé de Cluny, Pierre le Vénérable. Ce dernier la confie en 1142 à Robert de Ketton, Herman le Dalmate, Pierre de Tolède, Pierre de Poitiers et un musulman connu seulement sous le nom de Mohammed. 

« Qu'on donne à l'erreur mahométane le nom honteux d'hérésie ou celui, infâme, de paganisme, il faut agir contre elle, c'est-à-dire écrire. Mais les latins et surtout les modernes, l'antique culture périssant, suivant le mot des Juifs qui admiraient jadis les apôtres polyglottes, ne savent pas d'autre langue que celle de leur pays natal. Aussi n'ont-ils pu ni reconnaître l'énormité de cette erreur ni lui barrer la route. Aussi mon cœur s'est enflammé et un feu m'a brûlé dans ma méditation. Je me suis indigné de voir les Latins ignorer la cause d'une telle perdition et leur ignorance leur ôter le pouvoir d'y résister ; car personne ne répondait, car personne ne savait. Je suis donc allé trouver des spécialistes de la langue arabe qui a permis à ce poison mortel d'infester plus de la moitié du globe. Je les ai persuadés à force de prières et d'argent de traduire d'arabe en latin l'histoire et la doctrine de ce malheureux et sa loi même qu'on appelle Coran. Et pour que la fidélité de la traduction soit entière et qu'aucune erreur ne vienne fausser la plénitude de notre compréhension, aux traducteurs chrétiens j'en ai adjoint un Sarrasin. Voici les noms des chrétiens : Robert de Chester, Hermann le Dalmate, Pierre de Tolède ; le Sarrasin s'appelait Mohammed. Cette équipe après avoir fouillé à fond les bibliothèques de ce peuple barbare en a tiré un gros livre qu'ils ont publié pour les lecteurs latins. Ce travail a été fait l'année où je suis allé en Espagne et où j'ai eu une entrevue avec le seigneur Alphonse, empereur victorieux des Espagnes, c'est-à-dire en l'année du Seigneur 1142. »

— Pierre le Vénérable
Cette entreprise gigantesque constitue la première traduction du Coran en Occident, et demeure la plus courante jusqu'au XVIIIe siècle. Elle fut utilisée sous forme manuscrite jusqu'au XVIe siècle avant d'être imprimée, en 1543 à Bâle, par Théodore Bibliander dans une édition qui mentionne les traités sur l'islam traduits par Herman le Dalmate, avec une préface de Martin Luther.

## Textes en liens externes
- Traduction latine du Coran d'après l'édition de Bibliander.